# БМВ i8
„БМВ i8“ (BMW i8) е модел спортни автомобили (сегмент S) на германската компания „БМВ“, произвеждан в Лайпциг от 2014 до 2020 година.
Автомобилът е със зареждаемо хибридно задвижване с трицилиндров бензинов двигател с обем 1,5 литра, зареждащ батерията и задвижващ задните колела, и синхронен електромотор, задвижващ предните колела. Моделът се предлага като купе и роудстър с две врати и две места.